# Anolis rubiginosus
Espèce
Synonymes
- Anolis polyrhachis Smith, 1968
- Norops polyrhachis (Smith, 1968)

Anolis rubiginosus est une espèce de sauriens de la famille des Dactyloidae. 

## Répartition
Cette espèce est endémique d'Oaxaca au Mexique.

## Publication originale
- Bocourt, 1873 : Notes erpetologiques. Annales des Sciences Naturelles, Paris, sér. 5, vol. 17, no 2, p. 36 (texte intégral).